# Methansulfonylfluorid
Methansulfonylfluorid ist eine chemische Verbindung aus der Gruppe der Sulfonylhalogenide.

## Gewinnung und Darstellung
Methansulfonylfluorid kann durch Reaktion von Methansulfonylchlorid mit Fluoriden wie Ammoniumfluorid oder Kaliumfluorid gewonnen werden.
{\displaystyle \mathrm {CH_{3}SO_{2}Cl+NH_{4}F\longrightarrow CH_{3}SO_{2}F+NH_{4}Cl} }
Diese Art von Synthese wurde bereits 1932 von W. Davies und J. H. Dick mit Zink(II)-fluorid durchgeführt.

## Eigenschaften
Methansulfonylfluorid ist eine feuchtigkeitsempfindliche farblose bis gelbliche Flüssigkeit mit unangenehmem Geruch, die sich in Wasser zersetzt.

## Verwendung
Methansulfonylfluorid wirkt als Hemmer der Acetylcholinesterase (antiChEs) und wird als Mittel zur Behandlung der Alzheimer-Krankheit untersucht. Es ist ein Thrombinhemmer. Es wurde auch als insektizides Begasungsmittel eingesetzt.